# Aeroportul Municipal St. Marys
Aeroportul Municipal St. Marys (IATA: STQ, ICAO: KOYM, FAA LID: OYM) este un aeroport din Pennsylvania, Statele Unite ale Americii ce deservește zona St. Marys⁠(d). A fost numit după zona deservită.
Situat la o altitudine de 589 m, aeroportul dispune de 1 pistă.

## Infrastructură

### Piste
Aeroportul dispune de o singură pistă. Pista 10/28 are suprafața de asfalt și dimensiunile 4.300 picioare × 75 picioare. 